# PRQ
PRQ és un proveïdor de serveis d'Internet i una empresa d'allotjament web sueca creada l'any 2004.

## Propietat
Amb seu a Estocolm, PRQ va ser creat per Gottfrid Svartholm i Fredrik Neij, dos fundadors de The Pirate Bay.

## Model de negoci
Part del model de negoci de PRQ és allotjar qualsevol client, per molt estranys o controvertits que siguin. El New York Times va escriure l'any 2008 que "Els nois de Pirate Bay han fet un esport el fet de burlar-se de totes les formes d'autoritat, inclosa la policia sueca, i PRQ ha fet tot el possible per ser un amfitrió de llocs que altres empreses no tocarien". El servei PRQ s'ha descrit com a "serveis d'allotjament d'alta seguretat i sense preguntes". L'empresa gairebé no té informació sobre la seva clientela i manté pocs registres, o cap, dels seus propis registres, segons un informe de notícies del 2008. Es diu que Fredrik Neij i Gottfrid Svartholm van acumular "una experiència considerable per resistir atacs legals". Svartholm diu que en una entrevista telefònica va dir: "Comptem el nostre propi personal legal. Estem acostumats a aquest tipus de situacions". A causa d'acollir The Pirate Bay, PRQ va ser l'objectiu d'una incursió policial.

## Crítica
Els cofundadors han estat criticats per allotjar llocs web controvertits, incloses pàgines web que promouen la pedofília, com la North American Man/Boy Love Association (NAMBLA), una organització de defensa de pederàstia i pedofilia. Les autoritats locals i els activistes contra la pedofília a Suècia no han aconseguit persuadir el PRQ perquè tanqui els llocs. La parella va defensar la seva decisió, citant la llibertat d'expressió.
Els copropietaris també van ser criticats per crear i acollir AMERICASDUMBESTSOLDIERS. COM, un lloc web contra la guerra de l'Iraq que identificava personal militar difunt que convidava els visitants a classificar com de "dumb" eren els soldats en funció de la manera en què van morir.
Altres crítiques provenen de l'allotjament del lloc web de BitTorrent The Pirate Bay, WikiLeaks, i el bloc d'extrema dreta francès Fdesouche.

## Assumptes legals
L'1 d'octubre de 2012, PRQ va ser assaltat i una sèrie de llocs web als quals van oferir allotjament es van desconnectar per presumpta infracció dels drets d'autor.